# Reprezentacja Polski na Mistrzostwach Europy w Piłce Nożnej 2008

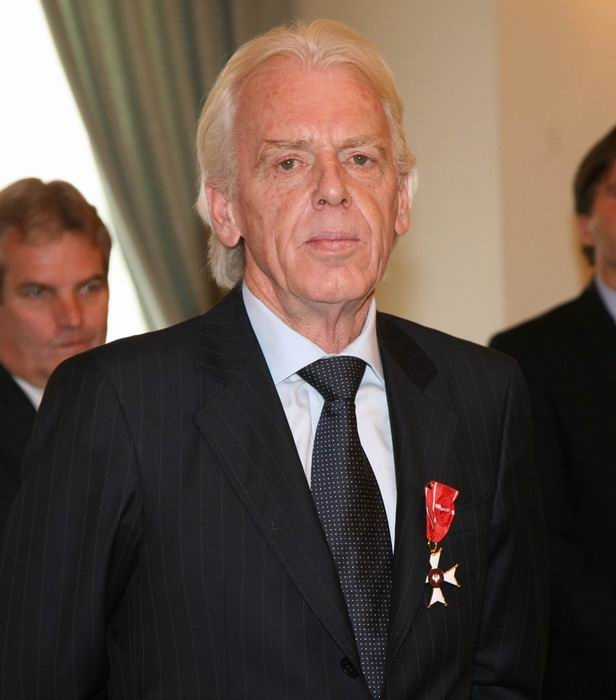
Holender Leo Beenhakker był selekcjonerem reprezentacji Polski w kwalifikacjach i podczas mistrzostw Europy. Za awans do turnieju został odznaczony przez prezydenta RP Lecha Kaczyńskiego Krzyżem Oficerskim Orderu Odrodzenia Polski

Reprezentacja Polski na Mistrzostwach Europy w Piłce Nożnej 2008 – pierwszy w historii występ reprezentacji Polski w piłce nożnej w mistrzostwach Europy.
Do mistrzostw Europy w Austrii i Szwajcarii reprezentacja Polski zakwalifikowała się, zajmując pierwsze miejsce w eliminacyjnej grupie A, w której wyprzedziła m.in. Portugalię. W turnieju trafiła do grupy B, gdzie w pierwszym meczu przegrała 0:2 z Niemcami. W drugim spotkaniu zremisowała 1:1 z gospodarzem Austrią, a gola strzelił Roger Guerreiro. W ostatnim meczu grupowym Polska poniosła porażkę 0:1 z Chorwacją. Zajmując ostatnie miejsce w grupie z jednym punktem na koncie, odpadła z dalszej rywalizacji.

## Eliminacje i przygotowania
W 2006 roku reprezentacja Polski wystąpiła w mistrzostwach świata w Niemczech, gdzie odpadła w fazie grupowej. Po turnieju doszło do zmiany na stanowisku selekcjonera – Pawła Janasa zastąpił Holender Leo Beenhakker. Po raz pierwszy pod jego wodzą Polacy zagrali 16 sierpnia 2006 w Odense, przegrywając 0:2 z Danią.

### Eliminacje

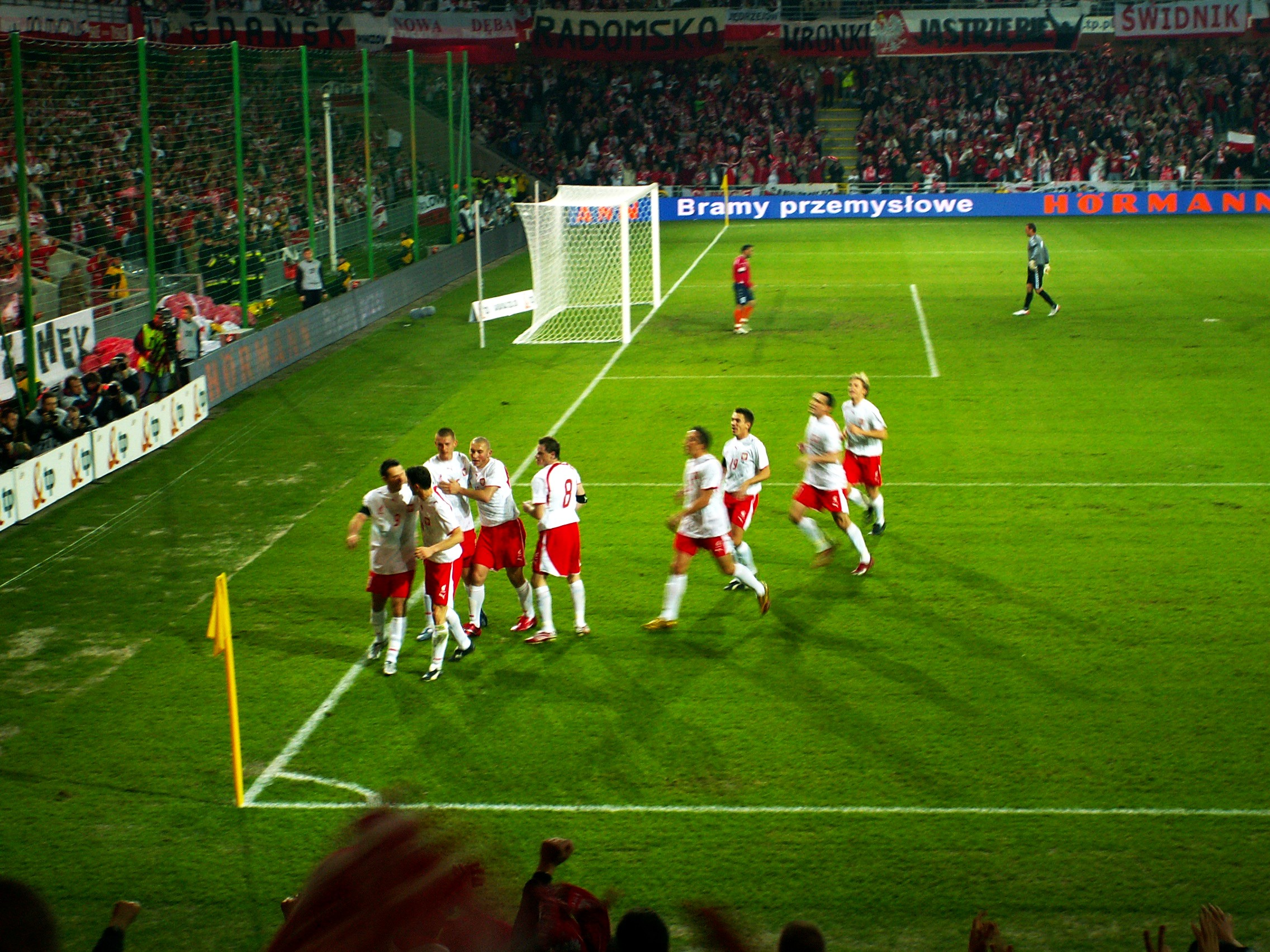
Radość reprezentantów Polski po golu strzelonym przez Macieja Żurawskiego w meczu eliminacji ME z Armenią na Stadionie Miejskim w Kielcach

2 września 2006 roku reprezentacja Polski rozpoczęła kwalifikacje do mistrzostw Europy. W Bydgoszczy zmierzyła się z Finlandią, przegrywając z nią 1:3. Media grę Polaków określiły mianem fatalnej i żenującej. Cztery dni później w lepszym stylu Polska zremisowała z Serbią 1:1, gola strzałem zza pola karnego zdobył Radosław Matusiak. W kolejnym meczu – z Kazachstanem – Polacy odnieśli pierwsze zwycięstwo, lecz ich gra była siermiężna i nerwowa.
Przełom nastąpił 11 października 2006 roku. Wtedy to reprezentacja Polski zmierzyła się na Stadionie Śląskim w Chorzowie z Portugalią. Po dwóch golach Euzebiusza Smolarka Polacy zwyciężyli 2:1. Wygrana zapoczątkowała serię czterech zwycięstw: z Belgią, Azerbejdżanem, Armenią i ponownie Azerbejdżanem. Porażka w wyjazdowym spotkaniu z Armenią okazała się jedynie wypadkiem przy pracy, gdyż Polska następnie zremisowała 2:2 z Portugalią. Magazyn Futbol oba eliminacyjne mecze z Portugalczykami umieścił na liście spotkań, których polski kibic nie może zapomnieć.
We wrześniu 2007 roku Polska zremisowała bezbramkowo z reprezentacją Finlandii, natomiast w październiku pokonała Kazachstan 3:1. 17 listopada zwyciężyła na Stadionie Śląskim w Chorzowie Belgię po dwóch golach Euzebiusza Smolarka i po raz pierwszy w historii awansowała do finałów mistrzostw Europy. Polacy eliminacje zakończyli remisowym meczem z Serbią, a w grupie uplasowali się na pierwszym miejscu z ośmioma zwycięstwami, czterema remisami i dwoma porażkami na koncie.
| 02.09.2006 | Finlandia   | P | 1–3 | Bydgoszcz | Łukasz Garguła                                                                      |
| 06.09.2006 | Serbia      | R | 1–1 | Warszawa  | Radosław Matusiak                                                                   |
| 07.10.2006 | Kazachstan  | Z | 0–1 | Ałmaty    | Euzebiusz Smolarek                                                                  |
| 11.10.2006 | Portugalia  | Z | 2–1 | Chorzów   | Euzebiusz Smolarek (2)                                                              |
| 15.11.2006 | Belgia      | Z | 0–1 | Bruksela  | Radosław Matusiak                                                                   |
| 24.03.2007 | Azerbejdżan | Z | 5–0 | Warszawa  | Jacek Bąk Dariusz Dudka Wojciech Łobodziński Jacek Krzynówek Przemysław Kaźmierczak |
| 28.03.2007 | Armenia     | Z | 1–0 | Kielce    | Maciej Żurawski                                                                     |
| 02.06.2007 | Azerbejdżan | Z | 1–3 | Baku      | Euzebiusz Smolarek Jacek Krzynówek (2)                                              |
| 06.06.2007 | Armenia     | P | 1–0 | Erywań    |                                                                                     |
| 08.09.2007 | Portugalia  | R | 2–2 | Lizbona   | Mariusz Lewandowski Jacek Krzynówek                                                 |
| 12.09.2007 | Finlandia   | R | 0–0 | Helsinki  |                                                                                     |
| 13.10.2007 | Kazachstan  | Z | 3–1 | Warszawa  | Euzebiusz Smolarek (3)                                                              |
| 17.11.2007 | Belgia      | Z | 2–0 | Chorzów   | Euzebiusz Smolarek (2)                                                              |
| 21.11.2007 | Serbia      | R | 2–2 | Belgrad   | Rafał Murawski Radosław Matusiak                                                    |

### Rok 2008
2008 rok Polska rozpoczęła od zwycięstwa 1:0 nad Finlandią (w meczu tym zagrali jedynie zawodnicy z ligi polskiej), następnie pokonała 2:0 Czechów (w spotkaniu z południowym sąsiadem wystąpili głównie gracze z lig zagranicznych). Pod koniec lutego, w składzie złożonym głównie z zawodników występujących w Orange Ekstraklasie, wygrała we Wronkach 2:0 z Estonią (gole Radosława Matusiaka i Tomasza Zahorskiego).
26 marca reprezentacja Polski przegrała w Krakowie na Stadionie Miejskim im. Henryka Reymana ze Stanami Zjednoczonymi 0:3. Selekcjoner Leo Beenhakker po meczu wypowiedział się na temat samego spotkania jak i stanu przygotowań Polski do mistrzostw Europy:

Dzisiejszy wynik nie powinien mieć większego wpływu na dalsze przygotowania do piłkarskich mistrzostw Europy. W pierwszej połowie zagraliśmy fatalnie, po przerwie nasza gra nie wyglądała już tak źle. To był tylko sparing. Przegraliśmy i to boli, pierwszy to przyznaję. Ale nie sądźcie, że nasz poziom sięgnął zera, że wracamy do punktu wyjścia. Tak samo apelowałem o powściągnięcie euforii po wygranej z Czechami. Cały czas przygotowujemy się do wielkiego turnieju, jesteśmy w drodze. Nie należy więc wyciągać dramatycznych wniosków. Po tym meczu jesteśmy lepiej przygotowani do Euro. Wiemy, że wygrywanie na tym poziomie nie przyjdzie łatwo. Są dwa pozytywy: wiemy, że potrzebujemy wszystkich zawodników w optymalnej formie, by zwyciężać. I mieliśmy kolejną okazję, by sprawdzić zawodników. Kilku piłkarzy straciło tym spotkaniem szanse na Euro, ale nie będę o nich mówił. Najpierw dowiedzą się o tym zainteresowani.

Od 19 do 31 maja reprezentacja Polski przebywała na zgrupowaniu w niemieckim Donaueschingen. Miało ono być tym, „podczas którego selekcjoner Leo Beenhakker miał wreszcie odcisnąć piętno wielkiego trenera na zespole uważanym za bardzo przeciętny”. W trakcie zgrupowania kadra rozegrała trzy spotkania – pierwsze, sparingowe z FC Schaffhausen, wygrane 1:0 po golu Jacka Krzynówka. Drugie, towarzyskie z Macedonią, w którym wystąpili głównie zmiennicy graczy podstawowych, zakończone remisem 1:1. Ostatnie z Albanią, w którym Polacy odnieśli zwycięstwo 1:0 po bramce strzelonej przez Macieja Żurawskiego.
Reprezentacja wróciła do Polski i 1 czerwca zremisowała 1:1 na Stadionie Śląskim z Danią.

## Mistrzostwa

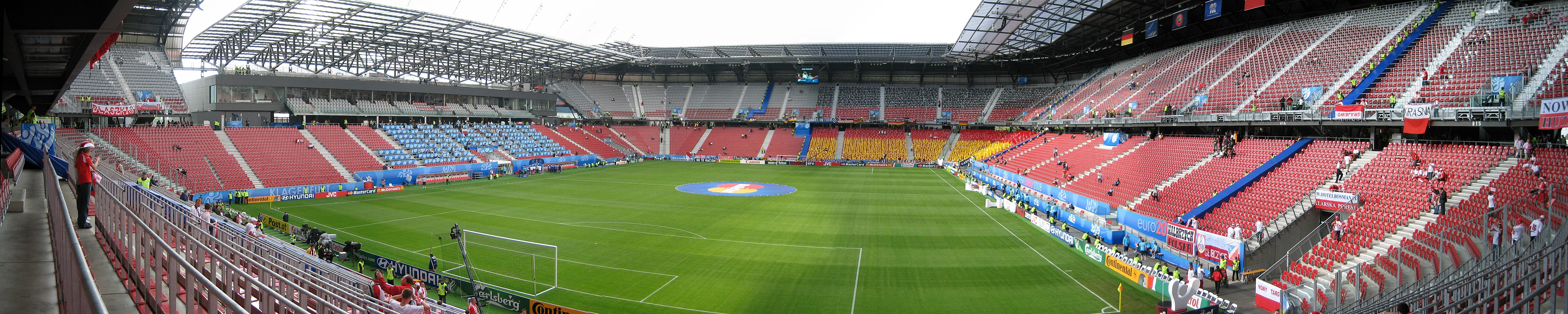
Panorama stadionu Hypo-Arena w Klagenfurcie przed meczem Polski z Niemcami. Na tym obiekcie Polacy grali również z Chorwatami. Spotkanie przeciwko Austrii odbyło się na Ernst Happel Stadion w Wiedniu

W wyniku losowania, które odbyło się 2 grudnia 2007 roku w Lucernie, reprezentacja Polski trafiła do grupy B z Niemcami, Austrią i Chorwacją. Wśród polskich kibiców dominowała opinia, że kadra narodowa przegra na początku z zachodnim sąsiadem, następnie zwycięży gospodarza turnieju i to spotkanie z Chorwacją zadecyduje o ostatecznym układzie tabeli. Mianem lidera i gwiazdy drużyny określany był Euzebiusz Smolarek, choć według zagranicznych dziennikarzy na to drugie miano najbardziej zasługiwał bramkarz Artur Boruc.

### Kadra
Kadrę reprezentacji Polski na mistrzostwa w Austrii i Szwajcarii Leo Beenhakker ogłosił 28 maja 2008 roku na specjalnie zwołanej konferencji. Znalazło się w niej 23 zawodników – 14 z klubów zagranicznych i 9 z drużyn polskich. Powołania nie dostał m.in. Radosław Matusiak, który w reprezentacji zadebiutował za kadencji Holendra i w latach 2006–2008 regularnie grał w spotkaniach kadry narodowej, w których strzelił siedem goli. W reprezentacji znalazł się za to Roger Guerreiro, który polskie obywatelstwo otrzymał 17 kwietnia 2008 roku.
5 czerwca na jednym z treningów Jakubowi Błaszczykowskiemu odnowiła się kontuzja mięśnia dwugłowego. Badania wykazały, że nie będzie mógł trenować i rozgrywać meczów przez kilka tygodni. W tej sytuacji w jego miejsce desygnowany został Łukasz Piszczek, przebywający wraz z narzeczoną na wakacjach na greckiej wyspie Rodos. Selekcjoner Leo Beenhakker przyznał, że miał zamiar w meczu z Niemcami wystawić Błaszczykowskiego w podstawowym składzie.
6 czerwca na jednym z treningów Tomasz Kuszczak podczas interwencji upadł na ziemię i stłukł sobie mięsień pośladka. Trafił do szpitala na badania rezonansem magnetycznym. Kontuzja okazała się poważniejsza niż początkowo przypuszczano. Lekarze kliniki w Grazu poinformowali, że bramkarz został wykluczony z treningów na dwa do trzech tygodni, dlatego w jego miejsce został powołany Wojciech Kowalewski z Korony Kielce.
| Nr         | Imię i nazwisko      | Wiek      | Występy   | Gole      | Klub             |           |
| Bramkarze  | Bramkarze            | Bramkarze | Bramkarze | Bramkarze | Bramkarze        | Bramkarze |
| ---------- | -------------------- | --------- | --------- | --------- | ---------------- | --------- |
| 1          | Artur Boruc          | 28        | 34        | 0         | Celtic F.C.      |           |
| 12         | Wojciech Kowalewski  | 31        | 10        | 0         | Korona Kielce    |           |
| 22         | Łukasz Fabiański     | 23        | 8         | 0         | Arsenal          |           |
| Obrońcy    |                      |           |           |           |                  |           |
| 2          | Mariusz Jop          | 30        | 24        | 0         | FK Moskwa        |           |
| 3          | Jakub Wawrzyniak     | 25        | 11        | 0         | Legia Warszawa   |           |
| 4          | Paweł Golański       | 26        | 10        | 1         | Steaua Bukareszt |           |
| 6          | Jacek Bąk            | 35        | 94        | 3         | Austria Wiedeń   |           |
| 13         | Marcin Wasilewski    | 28        | 27        | 1         | RSC Anderlecht   |           |
| 14         | Michał Żewłakow      | 32        | 76        | 2         | Olympiakos SFP   |           |
| 23         | Adam Kokoszka        | 22        | 7         | 2         | Wisła Kraków     |           |
| Pomocnicy  |                      |           |           |           |                  |           |
| 5          | Dariusz Dudka        | 25        | 26        | 2         | Wisła Kraków     |           |
| 8          | Jacek Krzynówek      | 32        | 79        | 15        | VfL Wolfsburg    |           |
| 10         | Łukasz Garguła       | 27        | 12        | 1         | GKS Bełchatów    |           |
| 15         | Michał Pazdan        | 21        | 5         | 0         | Górnik Zabrze    |           |
| 16         | Łukasz Piszczek      | 23        | 3         | 1         | Hertha BSC       |           |
| 17         | Wojciech Łobodziński | 26        | 16        | 2         | Wisła Kraków     |           |
| 18         | Mariusz Lewandowski  | 29        | 47        | 3         | Szachtar Donieck |           |
| 19         | Rafał Murawski       | 27        | 9         | 1         | Lech Poznań      |           |
| 20         | Roger Guerreiro      | 26        | 2         | 0         | Legia Warszawa   |           |
| Napastnicy |                      |           |           |           |                  |           |
| 7          | Euzebiusz Smolarek   | 27        | 31        | 13        | Racing Santander |           |
| 9          | Maciej Żurawski      | 32        | 71        | 17        | Larisa           |           |
| 11         | Marek Saganowski     | 30        | 23        | 3         | Southampton      |           |
| 21         | Tomasz Zahorski      | 24        | 9         | 1         | Górnik Zabrze    |           |

Źródła:

### Zgrupowanie w Austrii
Do Austrii reprezentacja Polski przyleciała 2 czerwca, po wylądowaniu na lotnisku w Grazu udała się do Bad Waltersdorf. Polacy po Austrii poruszali się charakterystycznym autokarem w barwach narodowych i napisem z boku: „bo liczy się sport i dobra zabawa”. Hasła dla każdej reprezentacji zostały wybrane przez kibiców, którzy głosowali na stronie internetowej UEFA. Całemu sztabowi reprezentacji przydzielono specjalne samochody od sponsora mistrzostw, a także ochronę dla piłkarzy. Pierwszy trening reprezentacja rozpoczęła we wtorek 3 czerwca – wzięło w nim udział trzynastu piłkarzy i trzech bramkarzy. Zawodnicy ćwiczyli sprint z elementami dryblingu, grę pressingiem i szybkie przenoszenie akcji na druga stronę. 11 czerwca kadra przeniosła się na dwa dni do Wiednia, aby rozegrać tam mecz z Austrią.
Bazą polskiej reprezentacji na mistrzostwach stał się hotel Der Steirerhof w Bad Waltersdorf, odseparowany od okolicznych budowli, polecony Leo Beenhakkerowi przez Arsèna Wengera. Do meczów grupowych reprezentanci przygotowywali się jednak w obecności innych gości hotelowych, choć aby zapewnić piłkarzom minimum prywatności na terenie całego obiektu wprowadzono zakaz fotografowania. Do dyspozycji zawodników, którzy zajęli całe piętro jednego z trzech budynków były m.in. sześć basenów, w tym z wodami termalnymi, automaty i tenis stołowy.
Na zgrupowaniu selekcjoner Leo Beenhakker twierdził, że z każdym kolejnym dniem reprezentacja prezentuje się coraz lepiej. Z dużym uznaniem wypowiadał się o Macieju Żurawskim: „gdy widzę, jak haruje na treningach Żurawski, nie mogę się nadziwić. Niesamowite, ten facet przeżywa chyba drugą młodość”. Trener przed rozpoczęciem mistrzostw uważał, że kadra stanowi prawdziwą, zgraną drużynę, mimo tego iż brakuje w niej wielkich gwiazd. Twierdził również, że siłą polskich zawodników jest mocna psychika, choć zaznaczał iż proces dojścia do niej był długi. Zachodni obserwatorzy podkreślali, że gra reprezentacji Polski pod wodzą Holendra uległa znaczącej zmianie.
Przed rozpoczęciem mistrzostw polscy zawodnicy zgodnie twierdzili, że w zespole panuje znakomita atmosfera. Nie zepsuły jej nawet starcia niemieckiej i polskiej prasy, które publikowały militarne karykatury, odwoływały się do historii, a także twierdziły, że Niemcy mieli dojść do porozumienia z Austriakami i razem wyeliminować z turnieju Polskę oraz Chorwację. Obserwatorzy przebywający od początku zgrupowania w Bad Waltersdorf podkreślali, że piłkarze sprawiali wrażenie rozluźnionych i pewnych siebie.
W mistrzostwach Europy w Austrii i Szwajcarii polscy piłkarze wystąpili w strojach firmy Puma z kolekcji v1.08, podobnie jak Austria, Czechy, Szwajcaria i Włochy. Kolekcja ta to modyfikacja kolekcji v1.06, w której Polacy zagrali na mistrzostwach świata w Niemczech (2006). Koszulki ważyły 145 gramów, natomiast producent po przeprowadzeniu testów na uniwersytecie w Manchesterze wykazał, że strój ten niweluje opór powietrza w trakcie poruszania się.

### Mecz Niemcy-Polska

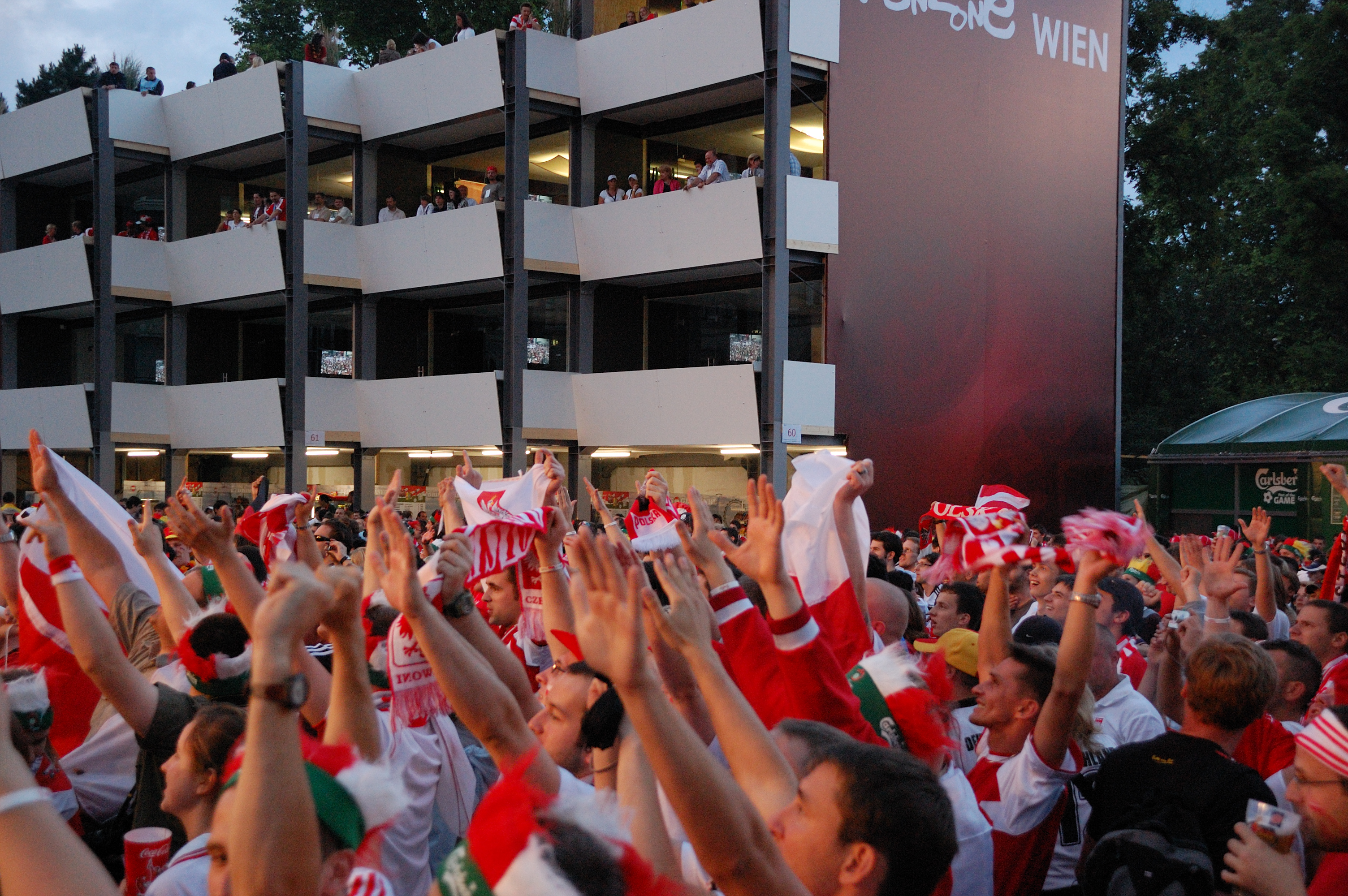
Kibice reprezentacji Polski w strefie kibica w Wiedniu podczas meczu Niemcy-Polska

Niemcy-Polska

Rozgrywki grupowe reprezentacja Polski rozpoczęła od meczu z Niemcami. Selekcjoner Leo Beenhakker nie dokonał żadnej zaskakującej zmiany w wyjściowym składzie w porównaniu ze spotkaniami kontrolnymi, zmienił jedynie taktykę – Euzebiusz Smolarek był najbardziej wysuniętym graczem, a nie jak przypuszczano Maciej Żurawski. Na początku meczu to Polacy przeważali – już w pierwszej minucie dobrą okazję do zdobycia gola zmarnował Jacek Krzynówek. Polscy obrońcy mieli duże problemy z zastawianiem pułapek ofsajdowych. Z czasem mecz się wyrównał, a później inicjatywę przejęli rywale, którzy udokumentowali to golem Lukasa Podolskiego. W końcówce pierwszej połowy polscy piłkarze ponownie zaatakowali. Dobrze prezentował się Mariusz Lewandowski i Wojciech Łobodziński, gorzej natomiast Euzebiusz Smolarek i kapitan Maciej Żurawski, który nie wykorzystał najlepszej okazji do wyrównania.
Od początku drugiej połowy na boisku przebywał Roger Guerreiro, który zmienił Macieja Żurawskiego i wniósł wiele ożywienia do gry reprezentacji Polski. W 63. minucie po jednej z akcji Euzebiusz Smolarek zdobył wyrównującą bramkę, lecz nie została ona uznana ponieważ zawodnik znajdował się na pozycji spalonej. Pomimo początkowej przewagi polskich piłkarzy to Niemcy strzelili drugiego gola – w 72. minucie ponownie bramkę zdobył Lukas Podolski. Przy golu tym duży błąd popełnił lewy obrońca Paweł Golański, który w polu karnym stracił piłkę na rzecz Bastiana Schweinsteigera. Ostatecznie spotkanie zakończyło się zwycięstwem Niemców 2:0. W drugim meczu grupy B Chorwacja pokonała Austrię 1:0.
Za grę ofensywną w meczu z Niemcami mieli odpowiadać głównie Euzebiusz Smolarek, Maciej Żurawski oraz Jacek Krzynówek. Trójka ta nie współpracowała ze sobą tak jak spodziewał się selekcjoner. Krzynówek złymi przyjęciami piłki zepsuł kilka kontrataków. Również współpraca skrzydłowych z bocznymi obrońcami nie była zadowalająca. Niemcy zaskakiwali polskich piłkarzy opracowanymi schematami gry – często wymieniali się pozycjami, przez co Polakom nie udawały się pułapki ofsajdowe. W drugiej połowie Pawła Golańskiego zastąpił Marek Saganowski, który zaczął tworzyć atak wraz z Euzebiuszem Smolarkiem. Wejście Saganowskiego spowodowało, że Jacek Krzynówek przesunął się na lewą obronę.
Po meczu wypowiedział się selekcjoner Leo Beenhakker:

Jesteśmy rozczarowani. Dobrze rozpoczęliśmy mecz, chcieliśmy nadawać ton grze, jednak nie było to proste z przeciwnikiem grającym na wysokim poziomie. Mieliśmy swoje szanse, w drugiej połowie dominowaliśmy do momentu straty drugiej bramki. O ostatnich 20 minutach można zapomnieć. Maciej Żurawski opuścił plac gry, ponieważ nie był przygotowany do gry przez całe spotkanie. Myślę, że Roger dobrze go zastąpił i pokazał swój talent. Mamy niezły zespół, ale w przeciwieństwie do Niemców, nie dysponujemy tyloma zawodnikami, którzy mogą wpłynąć na losy meczu. Pogratulowałem moim zawodnikom, gdyż dali z siebie wszystko, co było w ich mocy.

| 8 czerwca 2008 20:45 CET | Niemcy · Lukas Podolski 20' 72'  | 2:01:0 | Polska                                             | Hypo-Arena Widzów: 30 461 Sędzia: Tom Henning Øvrebø |
|                          | kartki: · Bastian Schweinsteiger |        | kartki: · Euzebiusz Smolarek · Mariusz Lewandowski |                                                      |

### Mecz Austria-Polska

Austria-Polska

W meczu z Niemcami Maciej Żurawski doznał kontuzji mięśnia czworogłowego uda, która wykluczyła go z gry do końca turnieju. Pozostał on jednak z drużyną, tłumacząc, że jest kapitanem reprezentacji, dlatego też nowym kapitanem zespołu został mianowany doświadczony Jacek Bąk. W drugim spotkaniu grupowym, rozegranym na Ernst Happel Stadion w Wiedniu, Polska zmierzyła się z gospodarzami turnieju – Austrią. Od pierwszych minut wystąpił w nim Mariusz Lewandowski, który przeciwko Niemcom skręcił staw skokowy i stłukł goleń. Mecz rozpoczął się od szybkich i zdecydowanych ataków rywali. Dobrze spisywał się Artur Boruc, dzięki któremu Polacy nie stracili gola – w 10. minucie obronił trudny strzał Andreasa Ivanschitza, następnie dwa uderzenia Martina Harnika. Później polski bramkarz wybronił w sytuacji sam na sam z Christophem Leitgebem, a w 20. minucie zatrzymał strzał György Garicsa. Bezbłędnie wyłapywał dośrodkowania, umiejętnie wznawiał grę rozpoczynając kontrataki.
W 30. minucie Polska wyszła na prowadzenie – Marek Saganowski po minięciu jednego z austriackich obrońców oddał strzał, który został odbity przez bramkarza. Piłka trafiła do Rogera, który bez problemów zdobył bramkę. W drugiej połowie inicjatywa należała do reprezentacji Polski. Najpierw po podaniu Rogera w bramkowej sytuacji znalazł się Euzebiusz Smolarek, a w 63. minucie dobrej okazji nie wykorzystał Jacek Bąk, którego strzał instynktownie obronił Jürgen Macho. W 93. minucie sędzia Howard Webb podyktował rzut karny dla Austriaków za faul Mariusza Lewandowskiego na Sebastianie Pröedlu. Wykorzystał go Ivica Vastić i spotkanie zakończyło się remisem 1:1. W drugim meczu grupy B Chorwacja zwyciężyła Niemców 2:1.
Polacy rozpoczęli mecz bez klasycznego prawego pomocnika – rolę tę miał pełnić obrońca Marcin Wasilewski. Wspierać go mieli Mariusz Lewandowski oraz Dariusz Dudka. Za grę ofensywną odpowiedzialni byli głównie Jacek Krzynówek (grał na lewej stronie lecz czasem schodził do środka), Euzebiusz Smolarek (wysunięty napastnik) i Roger („wolny elektron”). Smolarka wspierał Marek Saganowski, obaj zawodnicy wymieniali się pozycjami, dzięki czemu Polska strzeliła gola. Po przerwie Mariusza Jopa zastąpił Paweł Golański, który zajął miejsce na lewej obronie, Michał Żewłakow przeszedł wówczas na środek defensywy.
Rzut karny podyktowany w meczu z Austrią wywołał wiele kontrowersji. Decyzję Howarda Webba negatywnie ocenił m.in. Grzegorz Lato, który powiedział: „nie do pomyślenia, że taki rzut karny podyktował angielski arbiter. Gdyby tak sędziował w swojej lidze, w każdym spotkaniu byłoby po 15 jedenastek. Dziwię się mu bardzo, bowiem w Anglii przepychanie, ciągnięcie, trzymanie w polu 16 metrów jest na porządku dziennym”. W internecie pojawiło się wiele gróźb i wyzwisk pod adresem sędziego. Swoje oburzenie wyrazili również obecny na meczu prezydent Lech Kaczyński i premier Donald Tusk. Stanowisko w tej sprawie przedstawiła także UEFA, która poparła decyzję arbitra. Były selekcjoner, Wojciech Łazarek na łamach „Przeglądu Sportowego” przyznał, że wina leży również po stronie reprezentacji Polski: „na poziomie reprezentacyjnym, na tak ważnej imprezie, w końcowych minutach meczu nie wolno dać się sprowokować”.
O meczu i pracy sędziego wypowiedział się również selekcjoner Leo Beenhakker:

Moim zdaniem nie powinno było być rzutu karnego. Przed rozpoczęciem turnieju UEFA każdemu sztabowi przekazała wytyczne, co będzie odgwizdywane, a co nie. Było godzinne szkolenie, na którym pokazywano właśnie takie przepychanki w polu karnym. Od początku turnieju widziałem nieustanne zapasy w polu karnym na każdym meczu i nie było rzutu karnego. Widać dziś sędzia dopatrzył się czegoś szczególnego. Dla mnie było to dziwne, także decyzja o powtórzeniu rzutu wolnego dla Austriaków. Na chwilę obecną jesteśmy poza mistrzostwami. Z Chorwacją możemy wygrać, ale ciężko spodziewać się korzystnego układu w tabeli.

| 12 czerwca 2008 20:45 CET | Austria · Ivica Vastić 93' (k)           | 1:10:1 | Polska · Roger Guerreiro 30'                              | Ernst Happel Stadion Widzów: 51 428 Sędzia: Howard Webb |
|                           | kartki: · Ümit Korkmaz · Sebastian Prödl |        | kartki: · Marcin Wasilewski · Jacek Krzynówek · Jacek Bąk |                                                         |

### Mecz Polska-Chorwacja

Polska-Chorwacja

Reprezentacja Polski aby uzyskać awans do dalszej fazy rozgrywek musiała w ostatnim meczu wygrać z Chorwacją różnicą co najmniej dwóch goli oraz Austria musiała pokonać Niemców. Gorszy bilans bramkowy od Austriaków powodował, że zwycięstwo jedną bramką nie zniwelowałoby tej różnicy.
Mecz z Chorwacją został rozegrany w Klagenfurcie. Rozpoczął się, tak jak poprzednie spotkania, o 20:45. Jako kapitan, ze względu na brak Jacka Bąka, wystąpił Michał Żewłakow. Pierwsi zaatakowali Polacy, którzy w 9. minucie mieli dogodną sytuację do wyjścia na prowadzenie – po dośrodkowaniu Wojciecha Łobodzińskiego bramkarz Vedran Runje w ostatniej chwili uprzedził nabiegającego na piłkę Jacka Krzynówka. Później minimalnie obok bramki uderzył głową Dariusz Dudka. Następnie to rywale mogli strzelić gola, jednak uderzenie głową Hrvoje Vejicia było niecelne. W 30. minucie Artur Boruc obronił w sytuacji sam na sam z Ivanem Klasniciem. Po przerwie Chorwaci zdobyli bramkę – Danijel Pranjić podał w pole karne do Ivana Klasnicia, a ten płaskim, mierzonym strzałem pokonał Artura Boruca. Polska miała później wiele szans na wyrównanie, lecz żadnej z nich nie wykorzystała. Pod koniec meczu Tomasz Zahorski w dogodnej sytuacji oddał strzał wprost w bramkarza. Spotkanie zakończyło się ostatecznie zwycięstwem Chorwacji 1:0. W drugim meczu grupy B Niemcy pokonały Austrię 1:0 i to oni wraz z Chorwatami wywalczyli awans do dalszej fazy rozgrywek.
W meczu z Chorwacją polski zespół ustawiony był w systemie 4-5-1. Środkowi obrońcy – Dariusz Dudka i Michał Żewłakow, mieli być wspierani przez dwóch defensywnych pomocników – Mariusza Lewandowskiego i Rafała Murawskiego. Boczni obrońcy mieli często włączać się w akcje ofensywne, natomiast Markowi Saganowskiemu pomagać miał Roger. Plan ten się nie powiódł, gdyż to rywale zdominowali środek pola i dyktowali warunki gry. W przerwie Mariusza Lewandowskiego zastąpił Adam Kokoszka, który zajął miejsce na środku defensywy, a Dariusz Dudka został przesunięty do linii pomocy. Polska konsekwentnie grała jednym napastnikiem, pod koniec Euzebiusz Smolarek zmienił Wojciecha Łobodzińskiego, a jeszcze później na boisku pojawił się Tomasz Zahorski. Wówczas Smolarek zajął miejsce w ataku, a Zahorski grał jako prawy pomocnik.
Selekcjoner Leo Beenhakker po meczu z Chorwacją wypowiedział się w następujący sposób:

Próbowaliśmy, ale nie udało się. Jesteśmy bardzo rozczarowani, mieliśmy wielkie ambicje. Mecze eliminacyjne pokazały, że nie są to oczekiwania na wyrost, ale jednak w czasie turnieju zagraliśmy słabiej. Kilku ważnych piłkarzy dla naszej drużyny takich jak np. Euzebiusz Smolarek, Jacek Krzynówek czy Mariusz Lewandowski było w gorszej formie. Wielkim marzeniem dla nas było osiągnięcie dobrego rezultatu na Euro. Podsumowując wszystkie trzy mecze, nie byliśmy jednak wystarczająco dobrzy, aby nawiązać równorzędną walkę z najlepszymi zespołami Europy. Nie boję się, że będę rozliczony po turnieju. Nie tylko ja jestem w takiej sytuacji. Także Raymond Domenech, Roberto Donadoni i kilku innych szkoleniowców.

| 16 czerwca 2008 20:45 CET | Polska                                          | 0:10:0 | Chorwacja · Ivan Klasnić 52'              | Hypo-Arena Widzów: 30 461 Sędzia: Kýros Vassáras |
|                           | kartki: · Mariusz Lewandowski · Tomasz Zahorski |        | kartki: · Hrvoje Vejić · Ognjen Vukojević |                                                  |

## Reprezentacja po mistrzostwach
Po zakończeniu fazy grupowej selekcjoner Leo Beenhakker dał zawodnikom wolną rękę – każdy piłkarz mógł sam zadecydować o powrocie do domu. Większość reprezentantów skorzystała z tej oferty i jeszcze w nocy po meczu z Chorwacją opuściła Bad Waltersdorf. Część graczy z decyzją zwlekała kilka godzin, szukając dogodnych połączeń do Polski. Inni wyjechali i nie pożegnali się ze sztabem szkoleniowym.
Na stanowisku selekcjonera reprezentacji Polski pozostał Leo Beenhakker, jednak Wydział Szkolenia PZPN postawił warunek – Holender miał wyznaczyć polskiego następcę i pierwszego asystenta. Został nim wybrany Rafał Ulatowski, a trenerami współpracującymi Andrzej Zamilski i Radosław Mroczkowski. Z gry w kadrze zrezygnował obrońca Jacek Bąk, który zaliczył w niej łącznie 96 meczów i strzelił trzy gole, zaś Maciej Żurawski po mistrzostwach nie został już więcej powoływany do reprezentacji. Polska w rankingu FIFA spadła z 28 na 32 miejsce.
Media po mistrzostwach Europy krytykowały posunięcia personalne Leo Beenhakkera. Zarzucały mu zbyt szybkie zrezygnowanie z Jakuba Błaszczykowskiego. Niemieckie media donosiły, iż to nie kontuzja, lecz konflikt zawodnika Borussii Dortmund z selekcjonerem zadecydował o wcześniejszym powrocie Błaszczykowskiego do domu. Sam piłkarz w wywiadzie dla Polsatu Sport przyznał, że to stan zdrowia nie pozwolił mu wystąpić w meczu z Niemcami. Wyjaśnił sytuację selekcjonerowi, a ten skonsultował się z resztą sztabu – zapadła decyzja o powołaniu w jego miejsce Łukasza Piszczka.
20 sierpnia 2008 roku Polska rozegrała pierwszy mecz po mistrzostwach Europy – we Lwowie przegrała 0:1 z Ukrainą.